# Egas Moniz IV de Ribadouro
Egas Moniz IV de Riba Douro, llamado El Aio (c. 1080 – 3 de agosto de 1146 ) fue un hombre rico del Condado Portucalense, del linaje de los Ribadouro  una de las cinco grandes familias portuguesas de Entre-Douro-e- Miño conde del siglo XII. Llamado por los nobles medievales “el honorable y bendito Dom Egas Moniz de Ribadouro” (por haber sido natural de esta región y haber poseído la mayor parte de los dominios), y conocido, en las Investigaciones del siglo XVII. XIII, por meono Dom Egas [a]. Egas Moniz destacó por su agitación política y bélica que determinó la caída de la reina Teresa y el advenimiento de Alfonso Enriquez, su “sirviente” o alumno, rol de donde proviene su apodo.

## Primeros años
Los principales acontecimientos de su vida y sus orígenes son desconocidos o confusos. Nacido probablemente hacia 1080, se le considera generalmente hijo de Monio Ermiges de Ribadouro y de Meana D. Ouroana [a]. De esta forma sería nieto de Ermígio Viegas, bisnieto de Egas Moniz o Gasco y esta vez tataranieto del primer miembro conocido de la familia. Tiene el número IV, ya que debe haber habido al menos tres Egas Moniz más en su familia antes que él.
Sus primeras noticias fueron quizás en 1102, cuando se le encargó de poblar las tierras de Zurara da Beira (actualmente municipio de Mangualde), en nombre de los condes Enrique de Borgoña y Teresa de León.

### Las primeras intervenciones políticas en el Condado
El Condado Portucalense, a pesar de estar gobernado por Enrique y Teresa, dependía nominalmente (de jure) del Reino de León y Castilla, entonces gobernado por el emperador Alfonso VI de León, en los últimos años de su vida. En 1109 le sucedería el heredero superviviente de mayor edad: en este caso su hija Urraca de León y Castilla. Para entonces ya era viuda de su primer marido, Raimundo de Borgoña, que había precedido en la muerte a su suegro (1107).

#### La represión árabe de Lamego
Se le atribuye una acción decisiva en una batalla en Arouca, ganada al régulo Ecca Martins, que en realidad pudo no haber sido más que una revuelta de la población árabe en Lamego, de la que Egas se habría encargado de la represión, dada la proximidad al lugar de la confusión con la zona donde Egas tendría grandes bienes patrimoniales. La revuelta pudo producirse después de 1109, como consecuencia de las diversas disidencias políticas y sociales que de ella se derivaron, y que habrían contribuido a la secuencia de acontecimientos que hacen del reinado de Urraca uno de los períodos de desorden más graves del siglo XIX. Reinos de León y Castilla. Se trata de confusiones de las que las poblaciones árabes se habrían aprovechado. De esta forma, Egas Moniz confiscó las tierras a esta población como represalia, confinando los dominios del régulo al municipio de Vila Seca (Armamar).

## Del ascenso en el tribunal del condado a la revuelta de 1127-28
Magnates de la corte 

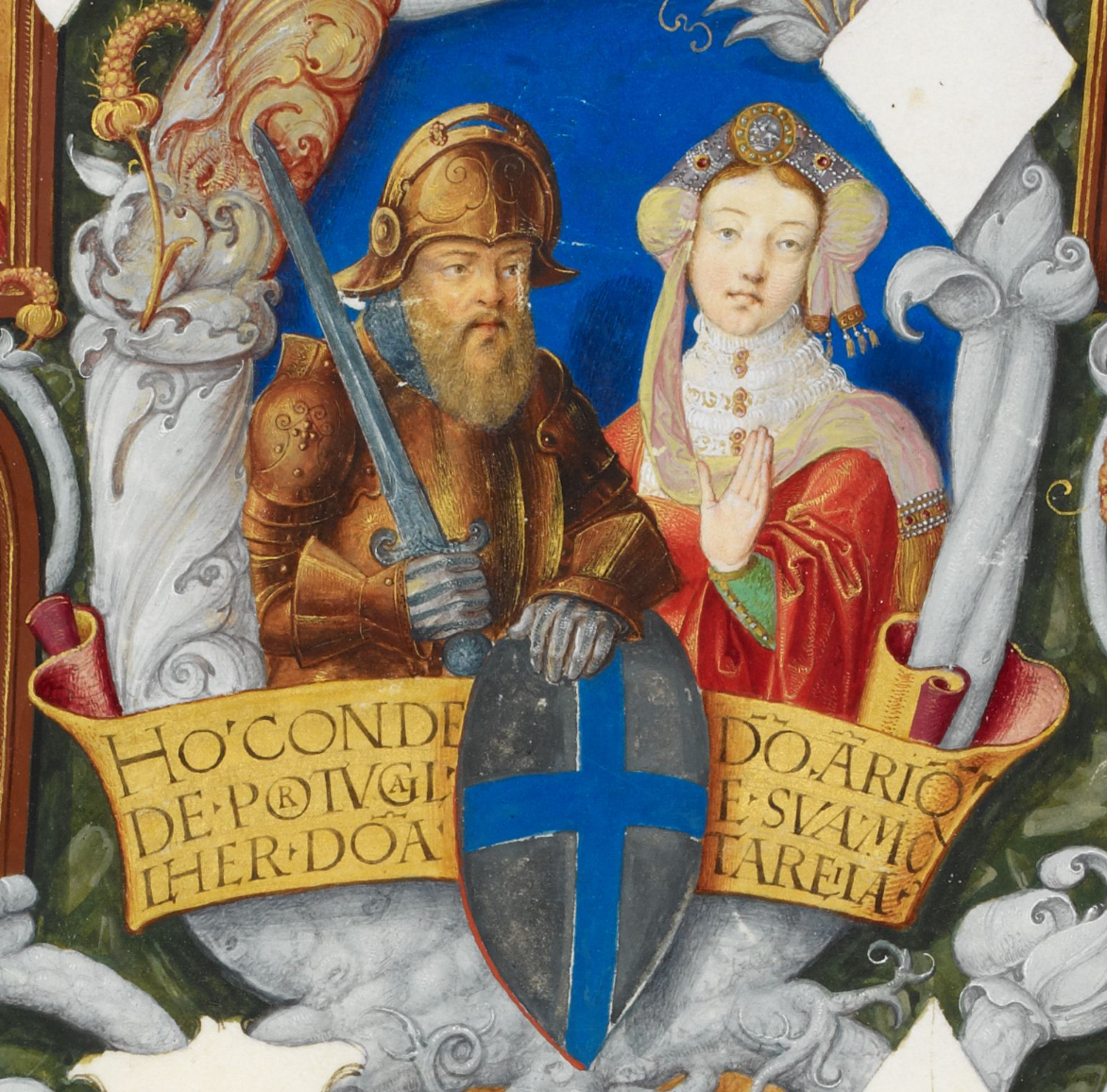
Condes Henrique y Teresa.

Desde la victoria sobre los árabes de Lamego, Egas Moniz ha recibido toda la confianza de los padres de Alfonso Enriquez. Probablemente como agradecimiento, los condes donaron al magnata las tierras de Britiande, junto a Lamego, que en realidad serían una de las tierras anteriormente en poder del régulo derrotado. También asume un papel más central en la corte del condado: junto con Pero Gonçalves y Egas Gosendes de Baião, es uno de los tres grandes barones durante la época del gobierno de la reina Teresa, a quienes el Papa recurre para resolver los problemas entre los propios clérigos. (como el caso de la carta de Pascoal II a Teresa sobre la cuestión de la unión del obispado de Lamego con el de Porto o Coimbra, entre los obispos D. Hugo y D. Gonçalo) . A partir de entonces confirma varias escrituras. Por entonces ya había enviudado de su primera esposa, Dórdia Pais, y se casó en segundas nupcias con la joven hija del “Conde de Asturias”, Teresa Afonso.
En 1111 surgió como lugarteniente de Terra de San Martiño (cerca de Ponte de Lima). Poco después de la muerte del Conde Enrique de Borgoña (1112), Egas fue nombrado príncipe de Colimbriense por su viuda, con los lugartenientes de Coimbra, Viseu, Lamego, Seia y Feira bajo su mando, continuando en este cargo Alvazil Sisnando Davides.

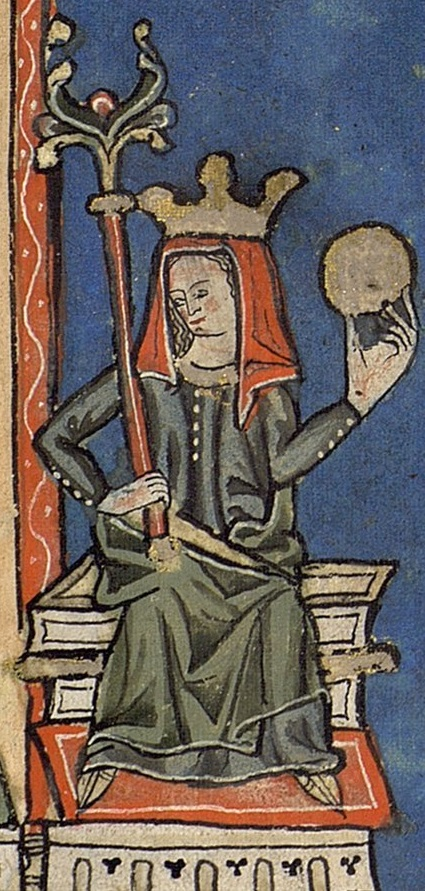
Teresa como reina de Portugal

Teresa de León fue quien gobernó el condado portucalense, como legítima heredera de su padre, Alfonso VI de León, y representó consecuentemente sus intereses, rebelándose incluso contra su hermana Urraca, y emprendiendo grandes conquistas hacia el este. Teresa incluso se autodenominaría Reina de Portugal, por derecho propio, a partir de 1116, siendo reconocida como tal por el Papa Pascual II, por su hermana, Urraca de León y, más tarde, por su sobrino Afonso VII de León. Comienza a fichar como Ego regina Taresia de Portugal regis Ildefonssis filia.

#### El ascenso de Alfonso VII de León y el debilitamiento de Teresa
Sin embargo, a la muerte de Urraca de León en 1126, le sucedió en el trono Alfonso VII, quien readoptó el título de emperador de toda Hispania de su abuelo, buscando el vasallaje de los demás reinos, incluido entre ellos también el Condado Portucalense, que desde hace mucho demonstraba tendencias autonomistas.

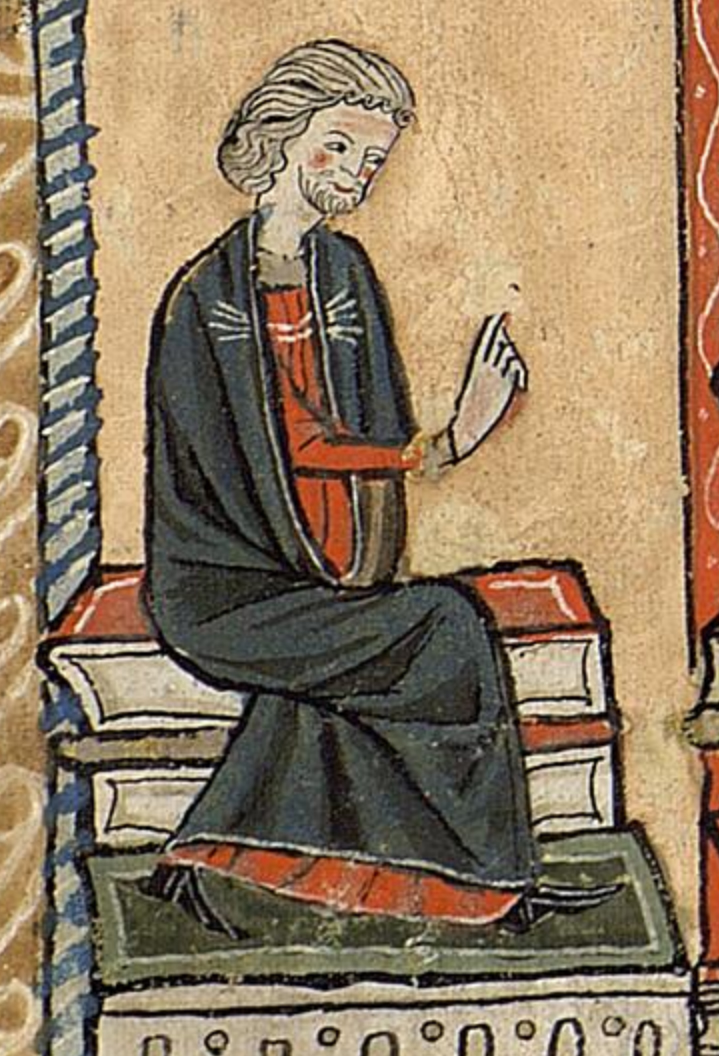
Bermudas Peres de Trava

Todo cambiaría en Portugal con la entrada de dos magnates gallegos, hermanos: Bermudo Peres de Trava y Fernão Peres de Trava. La influencia que empezaron a ejercer sobre la reina de Portugal fue lo suficientemente fuerte como para destituir a Egas Moniz de sus cargos: Fernão pasó a gobernar las localidades de Coimbra y Bermudo y las de Viseu y Seia. A pesar de no haber sido expulsado del gobierno de Lamego, Egas se encontró sometido a Fernão Peres.
Es, por tanto, comprensible que el portugués Egas Moniz empezara a ver con disgusto el protagonismo de los dos gallegos y mucho más el gobierno de Teresa: Fernão Peres de Trava incluso aparecía en la documentación como príncipe consorte (que no lo era). Así, como una de las principales víctimas de las malas decisiones que empezaba a tomar la reina, fue el responsable de las primeras convulsiones tumultuosas entre la nobleza.
Egas también se da cuenta de que los dos gallegos son intervinientes de los dirigentes gallegos Pedro Froilaz de Trava (padre de los dos magnates) y Diego Gelmírez, arzobispo de Santiago, interesados en detener la marcha de la liberación portuguesa, por la que la reina hasta el momento era contraria, y que se dejaría atrapar por esta artimaña.
El sometimiento a Alfonso VII llevado a cabo por Teresa durante aquellos años, llevó a Egas Moniz, jefe de la activa nobleza portuguesa y guardián del futuro de Portugal ahora amenazado, a depositar en el infante Alfonso Enriquez todas sus esperanzas.

### La educación del heredero Alfonso Enriquez y las primeras revueltas
Además de la donación de Britiande, y como prueba de confianza, los condes le habían entregado al pequeño Afonso Enriquez, el heredero, el que un día sucedería a sus padres, para que fuera educado por él, recibiéndolo así en sus fincas. de Cresconhe y Britiande.
El niño creció “en edad y en buen carácter” gracias a la educación de Egas Moniz, quien a menudo le habrá inculcado la idea de que Portugal podría recuar en su liberación casi lograda, y la creciente dependencia de los gallegos a la que estaban sujetos, en la persona de su madre, reina. El infante que Egas había creado y ahora incitaba a la rebelión, a pesar de su todavía corta edad, se vio, de este modo, también ahora afectado por la llegada de los gallegos, que empezaron a ser presentados ante él como sus enemigos y los que más amenazaban su herencia.
De hecho, Alfonso Enriquez mostró su rebelión contra su madre a principios de diciembre de 1127, en la carta de Couto a la ermita de S. Vicente de Fragoso; en el propio documento aparece como “Conde de Neiva” (primer título aristocrático portugués) y aparecen apoyándole: el conde Alfonso (que probablemente sería el suegro de Egas Moniz), Lourenço (que ya podría ser su hijo mayor) y otros. En mayo del año siguiente, Egas Moniz volvió a apoyar nuevas rebeliones de su alumno (como la carta a Constantim de Panoias, y quizás la donación de Dornelas a la Orden del Hospital), habiendo previamente, debido a las delicadas situaciones de los rebeldes, llevaron al alumno a fingir reconciliaciones con su madre.

## La lucha por la independencia

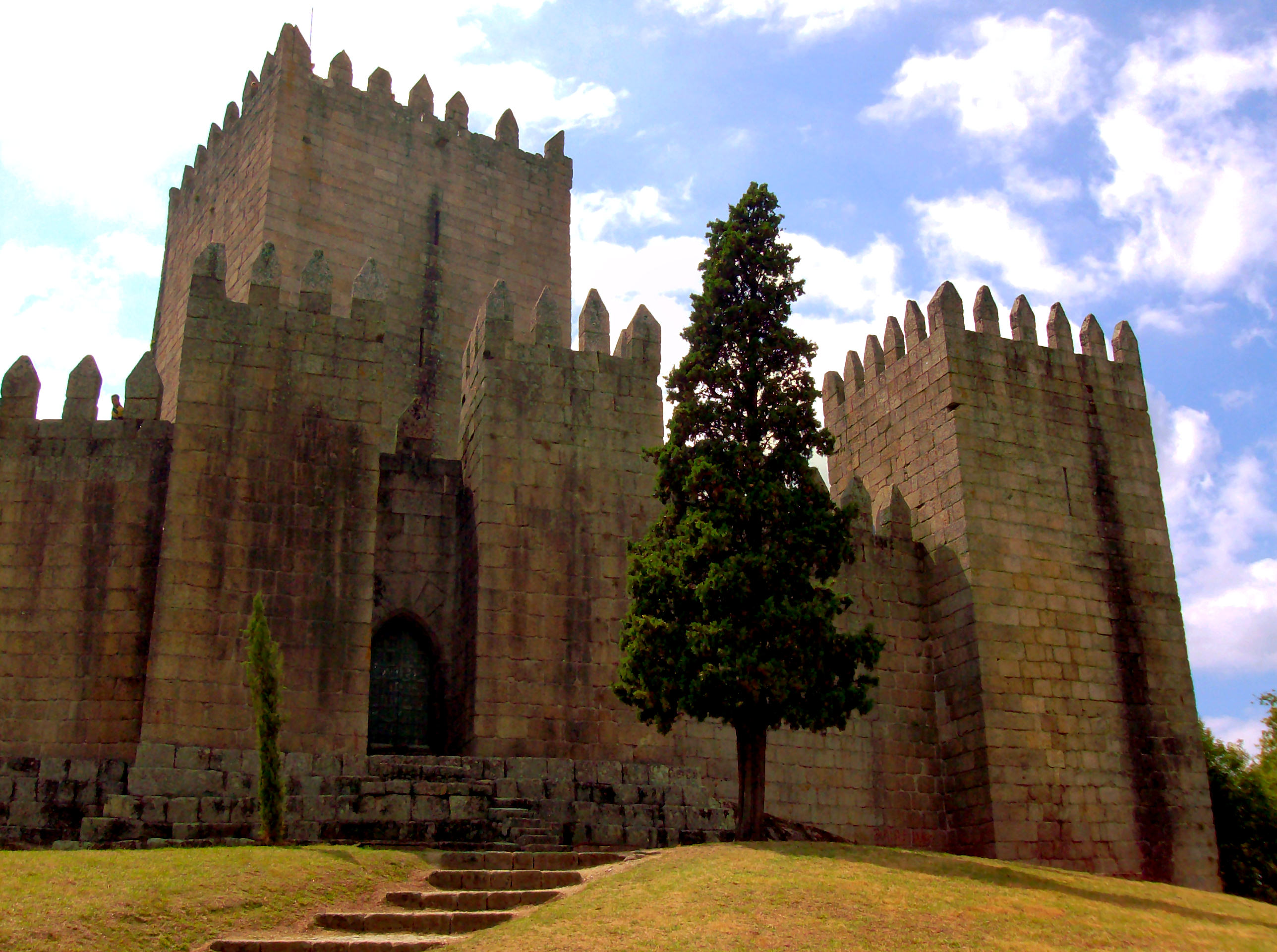
Castillo de Guimarães, cerca del cual se libró una de las batallas más importantes de la resistencia portuguesa.

El ataque más flagrante de la soberanía leonesa a Portugal tuvo lugar en 1128, el propio emperador Alfonso VII se desplazó a las tierras del condado portucalense, ganando la batalla. Teresa, renuncia e se va a Galicia. Había preparado su viaje prenupcial a Barcelona por mar, para casarse, y había deseado una solución pacífica al conflicto portugués. Partió así hacia su destino, del que no regresaría antes de noviembre de 1128, ya que entre Barcelona y León-Castilla estaba Aragón, gobernado por su padrastro y uno de sus mayores adversarios, Alfonso El Batallador.
Los rebeldes aprovecharon la oportunidad: en mayo se unieron a Egas Moniz en la rebelión definitiva contra la reina Teresa. Egas desaparece de los documentos por un tiempo, probablemente estando en su dominio personal en Ribadouro levantando gente con armas para intervenir en la batalla que tiene lugar cerca del Castillo de Guimarães, foco de los rebeldes, en la calle San Juan de 1128, batalla que pasaría a ser conocida como la famosa Batalla de San Mamede. Se dice que el infante había sido golpeado y huía del campo cuando encontró a Egas Moniz al frente de sus hombres armados: ambos fueron tras los “extranjeros”, que decían que eran “indignos”, y los “aplastaron”. Tras la acción, Egas acompaña al infante, oponiendo resistencia al sur del Duero.
A pesar de estar con negociaciones con Aragón, nada impidió a Alfonso VII de seguir luchando por Portugal: protegiéndose de Aragón, pero con la intención de lanzar una ofensiva en el frente occidental de la guerra, libró la “batalla” de Arcos de Valdevez (o Veiga da Matança, nombre que todavía persiste), probablemente a finales de 1128 o principios de 1129. Lamentablemente, Alfonso Enriquez y Egas Moniz no pudieron contener el avance del Emperador y se retiraron a Guimarães con la gran nobleza: los hermanos Gonçalo Mendes de Sousa y Soeiro Mendes de Sousa; García, Gonçalo, Henrique y Oveco Cendones; Mem Moniz de Riba Douro y Ermígio Moniz de Riba Douro, hermanos de Egas; Egas Gosendes de Baião; el Conde Afonso (probable suegro de Egas Moniz); Los hijos mayores de Aio (Lourenço, Ermígio y Rodrigo Viegas), y otros, como García Soares, Sancho Nunes, Nuno Guterres, Nuno Soares, Mem Fernandes, Paio Pinhões, Pero Gomes, Mem Pais, Romão Romanes, Paio Ramires, Mem Viegas, y Gueda Mendes.
La situación de los sitiados es precaria, pero Egas deja actuar a Alfonso Enriques con sus nobles : los hermanos (Paio, Soeiro y Gonçalo Mendes da Maia); más tarde también estarían liderados por Egas Moniz, quien los llevó consigo para negociar la paz con Alfonso VII a cambio de la obediencia del infante.
Pero contrariamente a lo que suele decirse, Alfonso Enriquez nunca fue presionado para cumplir la palabra dada al emperador; de hecho, esta promesa de los nobles se vio inmediatamente rota en 1130 con la invasión de Galicia, dando lugar a la batalla de Cerneja (1137), de la que los portucalenses salieron victoriosos. Alfonso VII no pudo contener las invasiones dadas las rencillas con su padrastro en Aragón.
La lealtad de Egas Moniz a la causa de Alfonso Enriques se vio ampliamente recompensada, convirtiéndolo en dueño de varios dominios. Ya en 1128, cuando Alfonso Enriquez confirmó la carta otorgada a Guimarães por sus padres, Egas era, de hecho, uno de los burgueses "...que soportaron conmigo el mal y el sacrificio en Guimarães", entre cuyos privilegios incluía: "...nunca renunciar en sus propiedades y sus frutos, donde sea lo que sea, estará segura y quien no lo por sentado, que me pague 60 sueldos y, además, dé el doble a su dueño".

## Muerte
Las últimas noticias de Egas se remontan al 1 de septiembre de 1145, en un documento de cancillería, cuando aún era mayordomo, pero luego desapareció. Se cree que regresó al Monasterio de Paço de Sousa como miembro de la familia, para vivir en los palacios que había construido. Combinando elementos de la inscripción sepulcral y de una antigua esquela del Monasterio de Salzedas, se deduce que murió el 3 de agosto de 1146.

### Testamento
Ya en 1141 había escrito una carta testamentaria a su esposa, pero su testamento parece ser diferente, y posiblemente posterior a 1145. Legó numerosos bienes, muebles e inmuebles, al Monasterio de Paço de Sousa, entre ellos ornamentos y útiles para la iglesia y los patronatos de otras iglesias como la de S. Tomé de Canas (Penafiel) o S. María de Barrô (San Martiño de Moros).
Sus hijos desaparecieron con él de sus puestos curiales, probablemente para dividir los bienes de su padre con su madre. Sólo en 1147 volverían a la corte. A su hijo Lorenzo pasaron los cargos curiales (teniente de Lamego, sucedido por su hermano Soeiro), “conde” y señor de Neiva y auxiliar en el gobierno del reino, así como el honor de Fonte Arcada; Soeiro recibió los honores de Vila Cova, Fontelo, etc.; a Alfonso Viegas (caballero) los honores de Resende, Alvarenga, Lumiares, etc.; a Elvira, el honor de Britiande; la Dordia, el honor de Lalim; la Urraca, honor de Mezio. A los hijos restantes les dividió los bienes restantes en partes iguales.

### Entierro

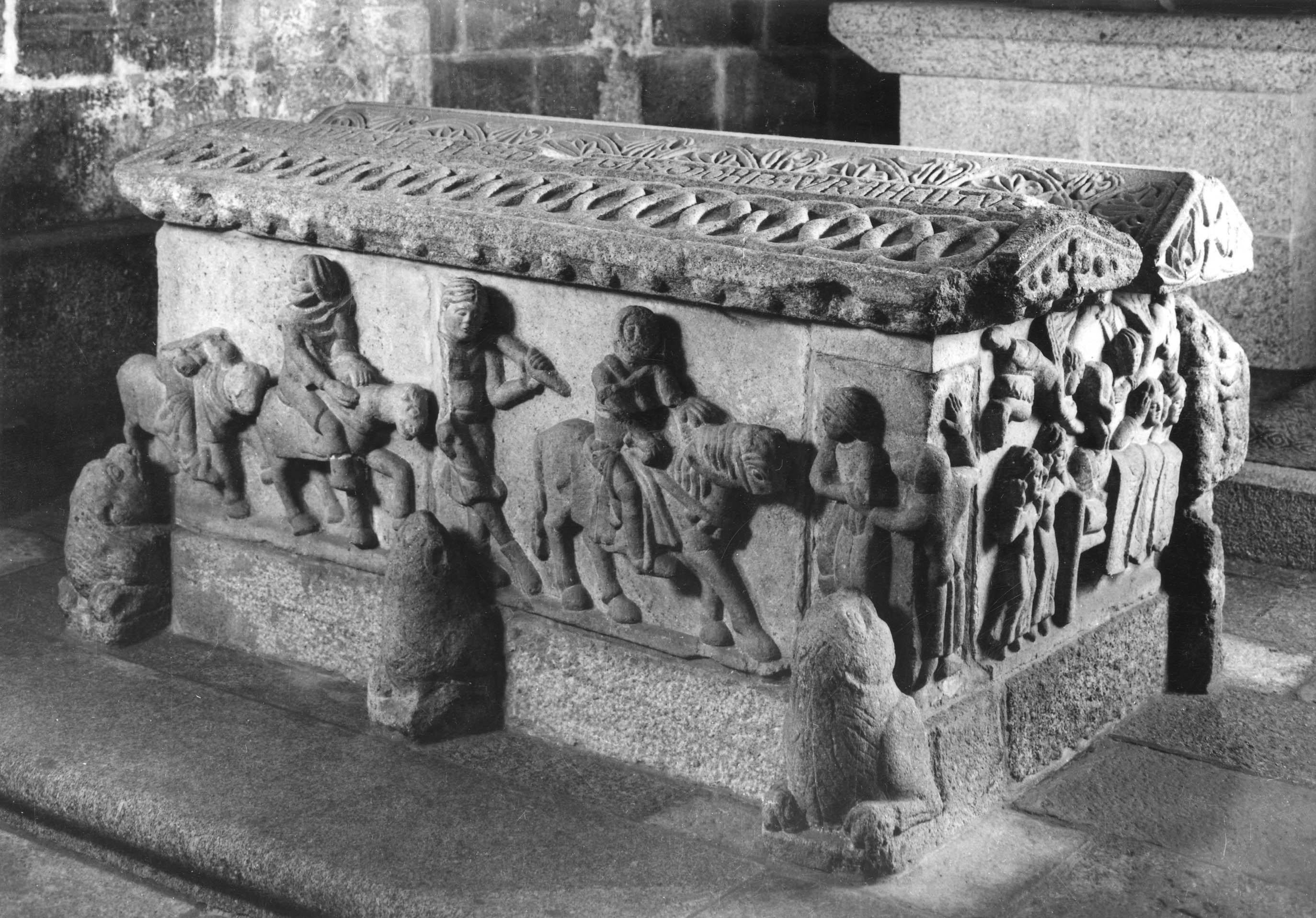
Tumba de Egas Moniz IV, en el Monasterio de Paço de Sousa.

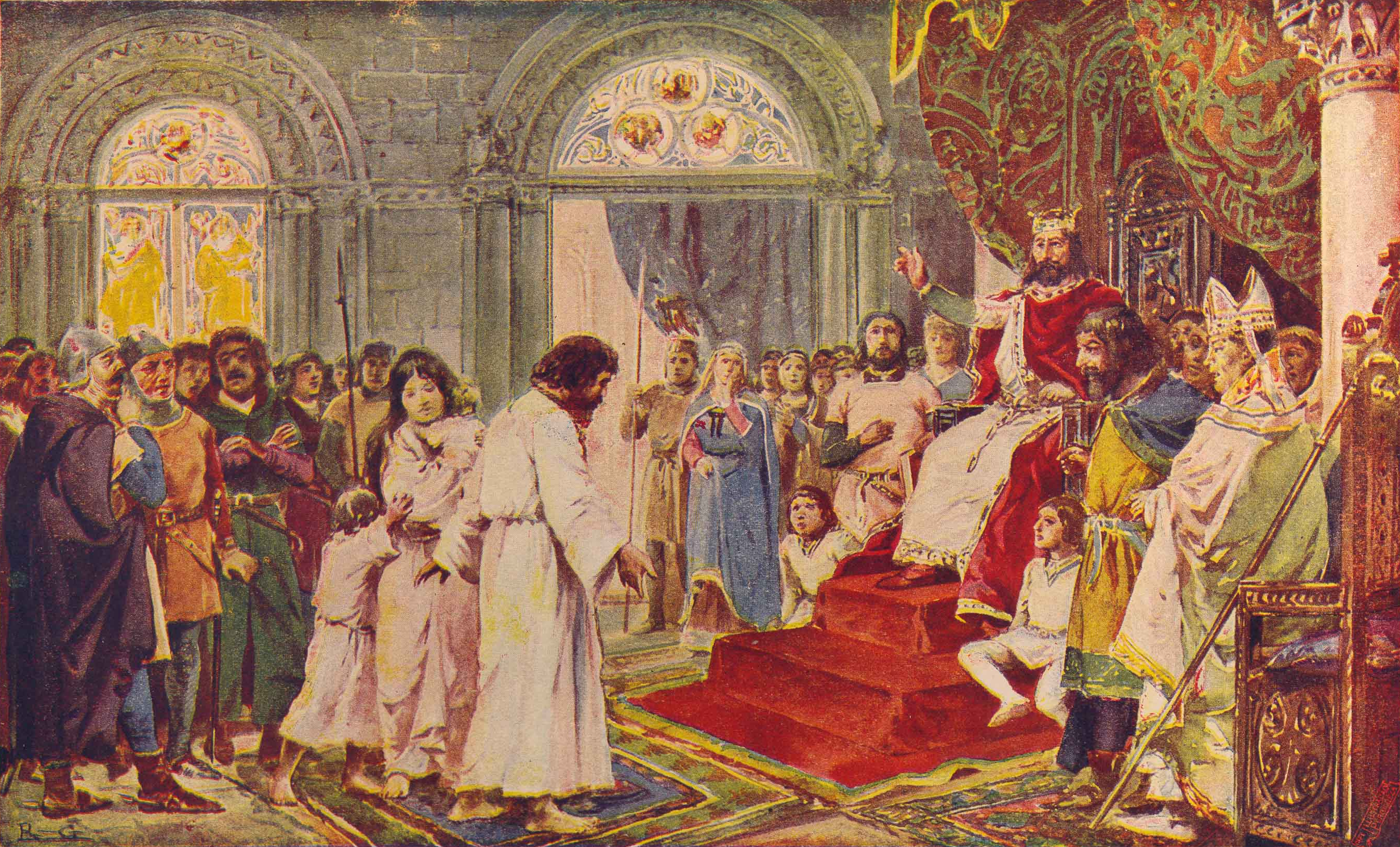
Una de las tantas representaciones de la leyenda del sometimiento de Egas Moniz, de Roque Gameiro.

Egas Moniz fue enterrado en el Monasterio de Paço de Sousa (Penafiel), fundado por sus antepasados. Según un cronista benedictino:
Citação: Na face da pedra do sepulcro, estava esculpida em relevo a imagem do mesmo Egas Moniz posta a cavalo, com uma corda lançada ao pescoço, como quem vai a justiçar, e da própria sorte…estavam outras sepulturas de seus filhos, todos retratados com seus baraços nas gargantas…
De hecho, existe un cenotafio histórico en el Monasterio de Paço de Sousa (que forma parte de la Ruta Románica del Valle de Sousa), del que incluso Egas era patrón, tradicionalmente denominado Tumba de Egas Moniz O Aio.
El análisis de los restos de Egas Moniz, encontrados no en el interior sino bajo su tumba, demostró que se trataba de un hombre de extraordinaria estatura y fuerzas inusitadas, que armonizan bien con el vigor hercúleo de todas sus acciones conocidas: guerrera, política y poblacional. con lo que gozó del posterior título de “honorable y bienaventurado”.

## Matrimonio y descendencia
El primer matrimonio de Egas Moniz fue con Dórdia Pais de Azevedo (1080 - c.1124), hija de Paio Godins de Azevedo , de quien tuvo:
- Lourenzo Viegas O Espadeiro, casado con Maria Gomes de Pombeiro, hija de Gomes Nunes de Pombeiro y Elvira Perez de Trava (Traba, Galicia/España).
- Alfonso Viegas El caballero,[2] casó con Aldara Pires Espinhel, hija de Pedro Gomes Espinel y Teresa Anes de Paravinas.
- Mendo Viegas, murió tempranamente, pero dejó descendencia, que dará origen a los Fonsecas [6].
- Ermígio Viegas III, no se casó ni tuvo descendencia.
- Rodrigo Viegas.

Su segundo matrimonio fue con la condesa Teresa Afonso de Celanova (mc1171), hija de Afonso Nunes de Celanova , de quien tuvo:
- Dórdia Viegas, casada con Gonçalo Mendes de Sousa O Bom,[2] hijo de Mem Viegas de Sousa y Teresa Fernandes de Marnel.
- Soeiro Viegas, casada con Sancha Bermudes de Trava, hija de Bermudo Peres de Trava y Urraca Henriques, infanta de Portugal, hija de Henrique de Borgoña, conde de Portucale y de su esposa Teresa de Leão.
- Elvira Viegas, casada con Pedro Pais da Maia, hijo de Paio Soares da Maia y Châmoa Gomes.
- Urraca Viegas, casada dos veces, la primera con Gonçalo Rodrigues da Palmeira y la segunda con Vasco Sanches de Celanova.
- Ermesinda Viegas II, mencionada en posesión de bienes que pertenecían a Egas Moniz, lo que hace posible que también fuera su hija.